# Шуайб аль-Арнаут
Абу Усама Шуайб ибн Мухаррам аль-Албани аль-Арнаути (араб. شعيب بن محرم الألباني الأرناؤوطي‎; 1928, Дамаск — 27 октября 2016, Амман) — исламский богослов, сирийский исследователь хадисов (мухаддис). Был известен своими работами по методологии хадисов, исследованию рукописей и критике хадисов. Имел албанское происхождение.

## Биография
Родился в 1928 году в Дамаске, Сирия. Его семья была родом из Албании, но иммигрировала в Сирию до его рождения. Среди его учителей были такие шейхи, как: Салих аль-Фарфур, Ариф аль-Дуджи, Сулейман аль-Албани. Изучал принципы юриспруденции, толкование Корана, терминологию хадисов, этику и т. д.
В 1955 году начал работать учителем арабского языка и исламских наук в Дамаске. С 1958 года в течение двадцати лет возглавлял Департамент расследований и исправительных учреждений, в течение которых исследовал или руководил исследованием более семидесяти томов основных книг по различным исламским наукам. В 1982 году перешёл на работу в аманский офис Фонда ар-Рисаля.
Аль-Арнаут следовал ханафитской школе юриспруденции. Хотя аль-Арнаут наиболее известен своей работой по хадисоведению, он был решительным сторонником суннитской ортодоксии и следовал четырём суннитским правовым школам (мазхабам). Умер 27 октября 2016 года.

## Труды
Его наиболее известная работа была проведена в качестве главного редактора 45-томного труда по Муснаду имама Ахмада ибн Ханбаля, в котором он исследовал различные рукописи, сделал перекрестные ссылки с другими книгами по хадисам и подверг критике более 28 000 хадисов. Его 16-томная работа «Шарх мушкиль аль-атар» («Объяснение проблемных хадисов») Абу Джафара ат-Тахави и «Зад аль-Маад» («Положения о загробной жизни») Ибн Кайима аль-Джавзии. Помимо этого, он написал несколько менее известных работ по методологии хадисов, исследованию рукописей и критике хадисов.